# ポベレージュカ
ポベレージュカ（ウクライナ語：Побере́жка；意訳：「川沿」）は、ウクライナのキーウ州ビーラ・ツェールクヴァ地区にある村。チークィチ川河岸に位置する。1600年に創建された。面積は約2km²（2005年）。人口は401人（2022年）。